# Казе Колботони (Мачерата)
Казе Колботони (итал. Case Colbottoni) насеље је у Италији у округу Мачерата, региону Марке.
Према процени из 2011. у насељу је живело 37 становника. Насеље се налази на надморској висини од 458 м.